# یواس‌اس بنیون (دی‌دی-۶۶۲)
یواس‌اس بنیون (دی‌دی-۶۶۲) (به انگلیسی: USS Bennion (DD-662)) یک کشتی بود که طول آن ۱۱۴٫۷ متر (۳۷۶ فوت) بود. این کشتی در سال ۱۹۴۳ ساخته شد.